# 二龙山乡
二龙山乡，是中华人民共和国吉林省辽源市东丰县下辖的一个乡镇级行政单位。

## 行政区划
二龙山乡下辖以下地区：
双庙子村、七家子村、长安村、屯基村、西保安村、爱国村、爱民村、丰山村、龙山村、二龙村、长山村、长生村、永合村、六合村、泉眼村、桦树河村、五马架村、三义村、常家村、兴发村、新安村、东保安村、沙河沿村、新兴村和富山村。